# 板柳町立板柳中学校
板柳町立板柳中学校（いたやなぎちょうりついたやなぎちゅうがっこう）は、青森県北津軽郡板柳町大字三千石にある公立中学校。

## 概要
- 本校は板柳町唯一の中学校で、町内全域を学区としている。

## 沿革
- 1947年（昭和22年）
  - 4月1日 - 学校教育法施行（学制改革）により、（旧）板柳中学校設立[1]。
  - 4月21日 - 開校式挙行。この時点の学区は、灰沼・板柳・福野田・三千石・赤田・掛落林・小幡。
- 1948年（昭和23年）3月23日 - 第1回卒業証書授与式挙行。
- 1952年（昭和27年）
  - 4月11日 - 独立校舎新築地鎮祭挙行。第1期工事着工。
  - 12月16日 - 校舎新築落成式挙行（10教室・職員室・事務室・衛生室・応接室・宿直室・使丁室・トイレ2・玄関）。
- 1953年（昭和28年）12月16日 - 校舎新築第2期工事着工。
- 1964年（昭和29年）12月3日 - 校舎新築落成式挙行（4教室・講堂・昇降口・トイレ）。
- 1956年（昭和31年）
  - 10月29日 - 校舎増築工事着工。
  - 11月1日 - 鶴田町の野中・石野両地区が板柳町に編入された為、野中・石野両地区も学区となる。
- 1957年（昭和32年）4月27日 - 校舎増築落成式挙行（4教室(内理科室1)・昇降口）。
- 1960年（昭和35年）
  - 5月16日 - 牛乳給食開始。
  - 10月15日 - 校舎増築工事着工。
- 1961年（昭和36年）
  - 1月26日 - 増築校舎棟上式挙行。
  - 10月 - 完全学校給食開始。
- 1962年（昭和37年）6月 - 校舎南側工事完了。
- 1963年（昭和38年）9月 - 学校給食室新築。
- 1964年（昭和39年）1月 - 単独学校給食開始。
- 1965年（昭和40年）
  - 1月 - 校章制定。
  - 4月1日 - 板柳中学校（旧）・畑岡中学校・小阿弥中学校・沿川中学校の4校が統合し、板柳中学校（新）開校[1]。校舎はこの時点では統合せず、板柳中学校○○校舎として存置。これをもって、町内全域が学区となる。
- 1966年（昭和41年）3月15日 - 地鎮祭挙行。
- 1967年（昭和42年）
  - 4月6日 - 統合中学校で、入学式・始業式挙行。
  - 6月30日 - 新校舎竣工[1]。これをもって、名実共に統合。
  - 7月7日 - 校旗完成[1]。
  - 7月21日 - 校歌完成[1]。
  - 7月28日 - 新校舎への移転開始。
  - 8月10日 - 新築落成式[1]。
  - 8月16日 - 新校舎開校。
- 1968年（昭和43年）
  - 7月2日 - プール竣工式。
  - 9月6日 - グランド完成。
- 1969年（昭和44年）1月26日 - 技術室が完成し、使用開始。
- 1974年（昭和49年）9月10日 - 統合十周年記念式典挙行。
- 1997年（平成9年） - プール完成。
- 2010年（平成22年）7月 - 体育館新築工事実施[2]。
- 2018年（平成30年）6月 - 校舎老朽化と耐震性の問題から、改築工事開始。
- 2020年（令和2年）
  - 1月31日 - 新校舎竣工[3]。
  - 2月22日 - 新校舎竣工式挙行[3][4]。

## 学区
- 板柳町全域[5]

## 周辺
- 青森県道35号五所川原岩木線
- 社会福祉法人鶴住会板柳第二保育所鶴住

## 交通
- JR五能線板柳駅から、約2.2km・車で約5分、徒歩で約35分。
  - 学校周辺には路線バスなどの公共交通機関は通っていない。

## 著名卒業生
- 追風海直飛人（大相撲力士、元関脇。元・青森県議会議員）
- 高見盛精彦（大相撲力士、元小結。現・東関親方）
- 福士加代子（元陸上選手[6]・2004年のアテネ五輪から2016年のリオ五輪まで4大会連続出場）

## 参考資料
- 『板柳中学校沿革史』（板柳中学校・1974年9月10日発行）
  - 「統合以前・旧板柳中学校沿革史」1頁 - 28頁
  - 「統合以後」63頁 - 98頁